# Jorge Manuel Almeida Gomes de Andrade
 Jorge Manuel Almeida Gomes de Andrade OIH (Lisboa, 9 de Abril de 1978) é um ex-futebolista português que joga como Defesa Central.
Jorge Andrade, começou a sua carreira numa temporada em que o Estrela da Amadora conquistou a sua melhor posição de sempre, o 7º lugar no campeonato nacional. A partir daí, os grandes clubes portugueses nunca o perderam de vista, o que o levou em direção ao norte, mais propriamente ao Porto.
Durante a temporada 2001-02, este jogador foi o mais utilizado pelo clube dos dragões azuis. Já em 2002, depois de ter participado no Mundial da Coreia, Jorge Andrade rumou mais a norte em direcção ao clube galego Deportivo La Coruña.
A 5 de Julho de 2004 foi feito Oficial da Ordem do Infante D. Henrique.
Em 2006, não pode participar da Copa do Mundo de 2006 devido a uma grave lesão num joelho. Após successivas especulações sobre a sua transferência no final de cada temporada, Jorge Andrade transferiu-se para a Juventus onde joga ao lado do colega de seleção Tiago.
Serviu a seleção portuguesa na Copa do Mundo de 2002 e no UEFA Euro 2004.
Em Abril de 2009 a Juventus anunciou a rescisão do contrato com o jogador. Jorge esteve vários meses com uma lesão gravíssima no joelho, que impulsionou o acordo entre ambos.
Em Julho de 2009 acordou com o Málaga Club de Fútbol um período de treinos à experiência, de forma a poder convencer o treinador para integrar o plantel da equipa para a época 2009/2010, no final não foi convidado a assinar. 2010 assina com FC Toronto.
Actualmente trabalha nos escalões jovens do Clube de Futebol "Os Belenenses".